# Stanisłau Hrynkiewicz
Stanislau Grinkiewicz, biał. Станіслаў Грынкевіч (ur. 2 lutego 1902 r. we wsi Nowy Dwór, zm. 25 lipca 1945 r. w Mohylewie) – białoruski niepodległościowy działacz i pisarz polityczny, lekarz.

## Życiorys
W 1930 r. ukończył studia medyczne na uniwersytecie w Poznaniu. Pracował jako psychiatra. W latach 1931–1936 pełnił funkcję wiceprzewodniczącego Białoruskiej Chrześcijańskiej Demokracji. W 1934 r. przeniósł się pod Białystok, zaś w 1938 r. do Wilna. W 1936 r. został aresztowany przez polskie władze za wydanie broszury "Асьвета", której cały nakład skonfiskowano. Po 2 tygodniach wyszedł na wolność. Był autorem licznych artykułów i publikacji medycznych i politycznych w języku polskim i białoruskim. Po zajęciu Wilna przez wojska sowieckie jesienią 1939 r., został aresztowany przez NKWD. Po wejściu do miasta Niemców latem 1941 r., ponownie został aresztowany, ale zdołał zbiec z transportu. Podczas okupacji niemieckiej działał w Białoruskim Komitecie Narodowym w Wilnie. Utrzymywał kontakty z polskim podziemiem. Według części źródeł współzakładał z ks. Wincentem Hadleuskim Białoruską Partię Niepodległościową (BNP). Miał też współpracować z Organizacją Białoruskich Nacjonalistów. Po oswobodzeniu Białorusi przez Armię Czerwoną latem 1944 r., został aresztowany przez NKWD. 18 maja 1945 r. skazano go na karę śmierci. 25 lipca tego roku został rozstrzelany w Mohylewie.

## Twórczość
- Ab teatry (1927)
- Arlanio (1927)
- Žanimstwa pa radyjo (1927)
- Narod (1927)
- Viesnavyja melodyji (1927)
- Rady chvorym I zdarovym, cz.1 (1935)
- Aśvieta (1936)
- У братоў украінцаў (1937)
- Alkahalizm (1938)
- Rady chvorym I zdarovym, cz.2 (1938)
- Rady chvorym I zdarovym, cz.3 (1939)